# Golden Foot
De Golden Foot is een internationale prijs die jaarlijks wordt uitgereikt aan een voetballer die heeft uitgeblonken met sportieve prestaties (zowel individueel als op clubniveau) en door middel van zijn persoonlijkheid. De Golden Foot kan alleen worden gewonnen door actieve spelers met een minimumleeftijd van 29 jaar. De prijs kan slechts één keer door een speler worden gewonnen, die daarna zijn voetafdrukken in de Champions Promenade (een soort Walk of Fame) te Monaco mag vereeuwigen.
De Golden Foot is een initiatief van een panel van gerenommeerde journalisten uit verschillende landen. Zij vormen een jury die, samen met bezoekers van de website, uit tien genomineerden een winnaar kiezen. Vanuit Nederland is ELF Voetbal de vertegenwoordigende media partner.
Sinds 2009 wordt er ook aan liefdadigheid gedaan. Middels een veiling, die wordt gehouden tijdens de prijsuitreiking, haalt men geld op voor de bestrijding van aids.

## Winnaar

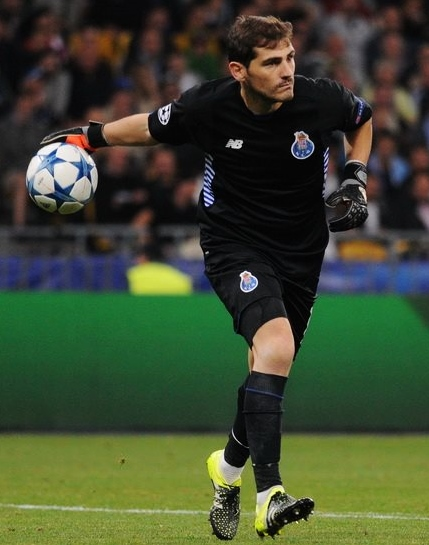
Iker Casillas won de Golden Foot in 2017.

| Jaar | Winnaar              | Club                |
| ---- | -------------------- | ------------------- |
| 2003 | Roberto Baggio       | Brescia             |
| 2004 | Pavel Nedvěd         | Juventus            |
| 2005 | Andrij Sjevtsjenko   | AC Milan            |
| 2006 | Ronaldo              | Real Madrid         |
| 2007 | Alessandro Del Piero | Juventus            |
| 2008 | Roberto Carlos       | Fenerbahçe          |
| 2009 | Ronaldinho           | AC Milan            |
| 2010 | Francesco Totti      | AS Roma             |
| 2011 | Ryan Giggs           | Manchester United   |
| 2012 | Zlatan Ibrahimović   | Paris Saint-Germain |
| 2013 | Didier Drogba        | Galatasaray         |
| 2014 | Andrés Iniesta       | FC Barcelona        |
| 2015 | Samuel Eto'o         | Antalyaspor         |
| 2016 | Gianluigi Buffon     | Juventus            |
| 2017 | Iker Casillas        | FC Porto            |
| 2018 | Edinson Cavani       | Paris Saint-Germain |
| 2019 | Luka Modrić          | Real Madrid         |
| 2020 | Cristiano Ronaldo    | Juventus            |
| 2021 | Mohamed Salah        | Liverpool           |
| 2022 | Robert Lewandowski   | FC Barcelona        |